# Aimé De Gendt
Aimé De Gendt (* 17. Juni 1994 in Aalst) ist ein belgischer Radsportler.

## Sportliche Laufbahn
Aimé De Gendt begann seine Radsportlaufbahn vor allem mit Erfolgen auf der Bahn: Mehrfach wurde er Junioren-Meister in verschiedenen Disziplinen. 2011 wurde er ebenfalls belgischer Junioren-Meister im Einzelzeitfahren. 2013 errang er mit Otto Vergaerde, Jonas Rickaert und Tiesj Benoot einen nationalen Elite-Titel in der Mannschaftsverfolgung.
2016 erhielt De Gendt einen Vertrag bei Topsport Vlaanderen-Baloise. Im selben Jahr entschied er die Bergwertung der Dänemark-Rundfahrt für sich. 2018 wurde er jeweils Zweiter des Grote Prijs Stad Zottegem und 2019 von Le Samyn.
2019 startete De Gendt, nun beim Team Wanty-Gobert, erstmals bei einer großen Landesrundfahrt und belegte bei der Tour de France Platz 136 in der Gesamtwertung. Nach der 11. Etappe wurde er als „kämpferischster Fahrer“ ausgezeichnet.
2019 sowie 2020 belegte De Gent bei Le Samyn und 2021 beim Brussels Cycling Classic (hinter Remco Evenepoel) jeweils den zweiten Platz.

## Diverses
Aimé De Gendt ist nicht verwandt mit dem belgischen Radrennfahrer Thomas De Gendt.

## Erfolge

### Straße
2011
- Gesamtwertung und eine Etappe Sint-Martinusprijs Kontich (Junioren)
- Belgischer Junioren-Meister – Einzelzeitfahren
- Omloop der Vlaamse Gewesten

2016
- Bergwertung Dänemark-Rundfahrt
- Omloop der Vlaamse Gewesten

2019
- Antwerp Port Epic

### Bahn
2011
- Belgischer Junioren-Meister – Scratch, Zweier-Mannschaftsfahren (mit Jasper De Buyst), Mannschaftsverfolgung (mit Jasper De Buyst, Jens Geerinck und Saimen De Laeter)

2012
- Belgischer Junioren-Meister – Mannschaftsverfolgung (mit Laurent Wernimont, Jonas Rickaert und Michael Goolaerts)

2013
- Belgischer Meister – Mannschaftsverfolgung (mit Otto Vergaerde, Jonas Rickaert und Tiesj Benoot)

## Grand Tour-Platzierungen
| Grand Tour            | 2019 | 2020 | 2021 | 2022 | 2023 | 2024 |
| --------------------- | ---- | ---- | ---- | ---- | ---- | ---- |
| Giro d’ItaliaGiro     | –    | –    | –    | 105  | –    | –    |
| Tour de FranceTour    | 136  | –    | –    | –    | –    | –    |
| Vuelta a EspañaVuelta | –    | –    | –    | –    | –    | –    |